# Гордонвілл (Пенсільванія)
Гордонвілл (англ. Gordonville) — переписна місцевість (CDP) в США, в окрузі Ланкастер штату Пенсільванія. Населення — 523 особи (2020).

## Географія
Гордонвілл розташований за координатами 40°1′16″ пн. ш. 76°8′11″ зх. д. / 40.02111° пн. ш. 76.13639° зх. д. (40.021116, -76.136502).  За даними Бюро перепису населення США в 2010 році переписна місцевість мала площу 2,46 км², уся площа — суходіл.

## Демографія
Згідно з переписом 2010 року, у переписній місцевості мешкало 508 осіб у 207 домогосподарствах у складі 125 родин. Густота населення становила 207 осіб/км².  Було 225 помешкань (91/км²).
Расовий склад населення:
| - 95,9 % — білих - 2,2 % — чорних або афроамериканців |

До двох чи більше рас належало 1,6 %. Частка іспаномовних становила 2,0 % від усіх жителів.
За віковим діапазоном населення розподілялося таким чином: 27,4 % — особи молодші 18 років, 47,6 % — особи у віці 18—64 років, 25,0 % — особи у віці 65 років та старші. Медіана віку мешканця становила 39,0 року. На 100 осіб жіночої статі у переписній місцевості припадало 100,8 чоловіків;  на 100 жінок у віці від 18 років та старших — 86,4 чоловіків також старших 18 років.
Середній дохід на одне домашнє господарство  становив 43 824 долари США (медіана — 41 458), а середній дохід на одну сім'ю — 50 727 доларів (медіана — 45 987). За межею бідності перебувало 19,6 % осіб, у тому числі 0,0 % дітей у віці до 18 років та 51,3 % осіб у віці 65 років та старших.
Цивільне працевлаштоване населення становило 224 особи. Основні галузі зайнятості: мистецтво, розваги та відпочинок — 33,0 %, освіта, охорона здоров'я та соціальна допомога — 18,3 %, будівництво — 8,9 %, роздрібна торгівля — 8,5 %.